# 10點上新聞
《10點上新聞》（英語：10PM UP NEWS）是台灣壹電視新聞台（簡稱「壹新聞」）的一個電視新聞節目。採現場播出，於2016年10月17日開播至今。

## 播出時間

### 首播
| 頻道         | 所在地 | 播映日期            | 播出時間               | 備註 |
| 壹電視新聞台 | 臺灣   | 2016年10月17日-至今 | 週一至週五 22:00-23:00 |      |

### 重播
| 頻道         | 所在地 | 播映日期            | 播出時間                                             | 備註 |
| 壹電視新聞台 | 臺灣   | 2016年10月18日-至今 | 週二至週五 05:00-06:00 週六04:00-05:00 、06:00-07:00 |      |

## 主持人
- 廖士翔
- 張婯嬅
- 陳品榛

### 曾任主播
- 陳雅琳（2016年10月17日-2020年11月）
- 李美萱（2020年11月-2021年6月4日）

### 曾任輪播
- 葉向媛
- 蘇芷婕
- 陳潔慧
- 陳欣怡
- 蔡婷育
- 陳苑婷
- 王欣怡
- 叢慧芸
- 沈泳吟
- 徐韻翔
- 宋喬伊
- 林姍亭
- 陳韋君
- 張沛縈

## 節目特性
該節目有別於一般整點新聞的內容，以國際新聞、國內重大議題為主，主打「真正的新聞」，曾開闢以下單元。

### 雅琳會客室
| 播出日期       | 專訪來賓                                |
| -------------- | --------------------------------------- |
| 2016年10月17日 | 賴清德                                  |
| 2016年11月25日 | 趙德胤、柯震東、吳可熙 （再見瓦城劇組） |
| 2016年11月28日 | 林昶佐                                  |
| 2016年12月8日  | 唐鳳                                    |
| 2017年1月12日  | 韓國瑜                                  |
| 2017年6月30日  | 林全                                    |
| 2017年9月11日  | 柯文哲                                  |
| 2017年9月12日  | 柯文哲                                  |
| 2017年11月22日 | 周錫瑋                                  |
| 2018年1月31日  | 陳菊                                    |
| 2018年2月1日   | 陳菊                                    |

### 民意大擂台
| 播出日期       | 討論主題                               | 專訪來賓                         |
| -------------- | -------------------------------------- | -------------------------------- |
| 2016年11月15日 | 核災食品是否進口台灣                   | 農委會副主委陳吉仲               |
| 2016年12月28日 | 不當黨產「協議」內幕                   | 不當黨產處理委員會主任委員顧立雄 |
| 2017年1月16日  | 年金改革罵不停 林萬億親自說分明        | 年改委員會副召集人林萬億         |
| 2017年1月18日  | 高鐵未南延 潘孟安怒嗆：屏東是2等公民？ | 屏東縣長潘孟安、交通部次長王國材 |

### 資深記者俱樂部
邀請《上報》主筆李濠仲，對於社會議題、國防軍武及國際新聞事件做深入剖析。

### 壹電視調查報告
對於公民議題做出調查，並製作一連串的深入專題報導（通常是一週一個主題），於《10點上新聞》首播，並於各節整點新聞播出。
- 標語：壹電視調查報告，挖掘你所不知道的真相。

| 播出日期               | 討論主題           |
| ---------------------- | ------------------ |
| 2016年7月10日至7月14日 | 「藥」命肉調查報告 |
| 2016年7月17日至7月21日 | 絕命毒調查報告     |
| 2017年7月24日至7月28日 | 待查               |
| 2017年7月31日至8月4日  | 待查               |
| 2017年8月7日至8月11日  | 待查               |
| 2017年8月14日至8月18日 | 垃圾危台毒風暴     |

### 雅琳世界觀
嚴選當日重大國際新聞，做專題式報導，內容同時在整點新聞播出。

### 新聞深呼吸
為初期開闢的深度新聞專題，追蹤熱門新聞人物、幕後新聞事件。現已獨立成一個節目，並不定期節選部分專題內容。

### 總編輯觀點
為初期開闢的深度新聞專題，追蹤社會議題、公民議題或國際新聞。現已併入新聞深呼吸、壹電視調查報告、雅琳世界觀。

### 港都風雲 誰是接班人
於2017年4月10日至2017年4月14日播出的單元節目，專訪民進黨內有意參選高雄市長的五位政治人物，分別為劉世芳、林岱樺、陳其邁、趙天麟、管碧玲（依播出日期排序）。

### 福島核災座談會
節目名稱為「福島核災 世紀之殤」（又名福島核災座談會），於2018年3月9日播出的單元節目，邀請何恭之醫師、林德福教授、廖家群，對福島的核災紀實做出一連串的分析。

## 外部連結
- 陳雅琳10點上新聞的Facebook專頁

## 電視節目的變遷
| 壹電視新聞台 星期一至星期五22:00-23:00     | 壹電視新聞台 星期一至星期五22:00-23:00 | 壹電視新聞台 星期一至星期五22:00-23:00 |
| ------------------------------------------ | -------------------------------------- | -------------------------------------- |
|                                            | 10點上新聞 （2016年10月17日－至今）    |                                        |
| PM10點靈 （2016年3月21日－2016年10月14日） | -                                      |                                        |